# Gaz drzewny
Gaz drzewny, holzgas jest gazem generatorowym produkowanym w procesie zgazowania z drewna w urządzeniu zwanym gazogeneratorem. 
Składa się przede wszystkim z wodoru (około 20% objętości), tlenku węgla (około 20%) i niewielkich ilości metanu oraz niepalnego azotu (około 50-60%) a także dwutlenku węgla i pary wodnej, które powstają podczas jego spalania. Paliwo to może być stosowane do zasilania silników spalinowych i innych urządzeń (np. kotłów).

## Historia

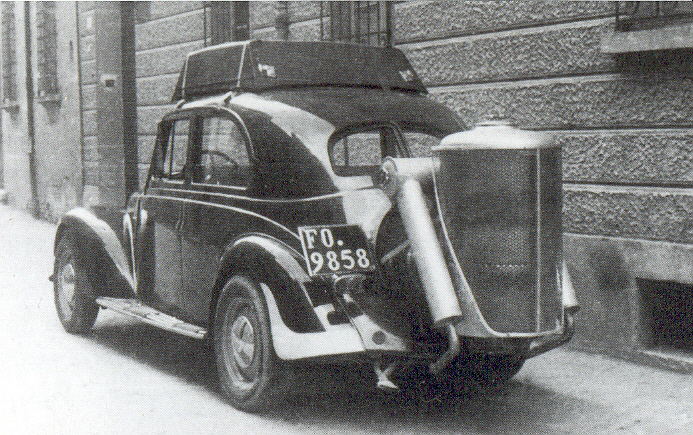
Samochód z generatorem holzgasu

W czasie II wojny światowej miał miejsce duży rozwój technologii zasilania silników spalinowych gazem generatorowym, produkowanym z drewna (głównie liściastego – kostki cięte w kształcie sześcianu o boku ok. 4–5 cm), a także węgla drzewnego, antracytu i innych paliw. Wynikało to z dużego zużycia benzyny na potrzeby prowadzenia działań wojennych, zwłaszcza przez broń pancerną i lotnictwo. Stąd na zapleczu frontu, w samochodach dostawczych i ciężarowych masowo stosowano zasilanie gazem drzewnym, rezerwując benzynę na potrzeby frontu.
Przed II wojną światową było kilka autobusów miejskich w Warszawie produkcji niemieckiej firmy Büssing przystosowanych do tego paliwa. Produkowano również pojazdy w kraju m.in. PZInż 713/723 z zamontowanym gazogeneratorem. Na holzgas można było przerobić prawie każdy ówczesny samochód, wymagało to zamontowania generatora gazu przypominającego zewnętrznie bojler. Za najlepsze drewno uważano bukowe, z którego w wyniku pirolizy uzyskiwano gaz. W latach 1939–1942 produkowany był sportowy kabriolet Mercedes 170VG, zużywający 15 kg drewna na 100 km przy zapasie 30 kg.

## Stosowanie

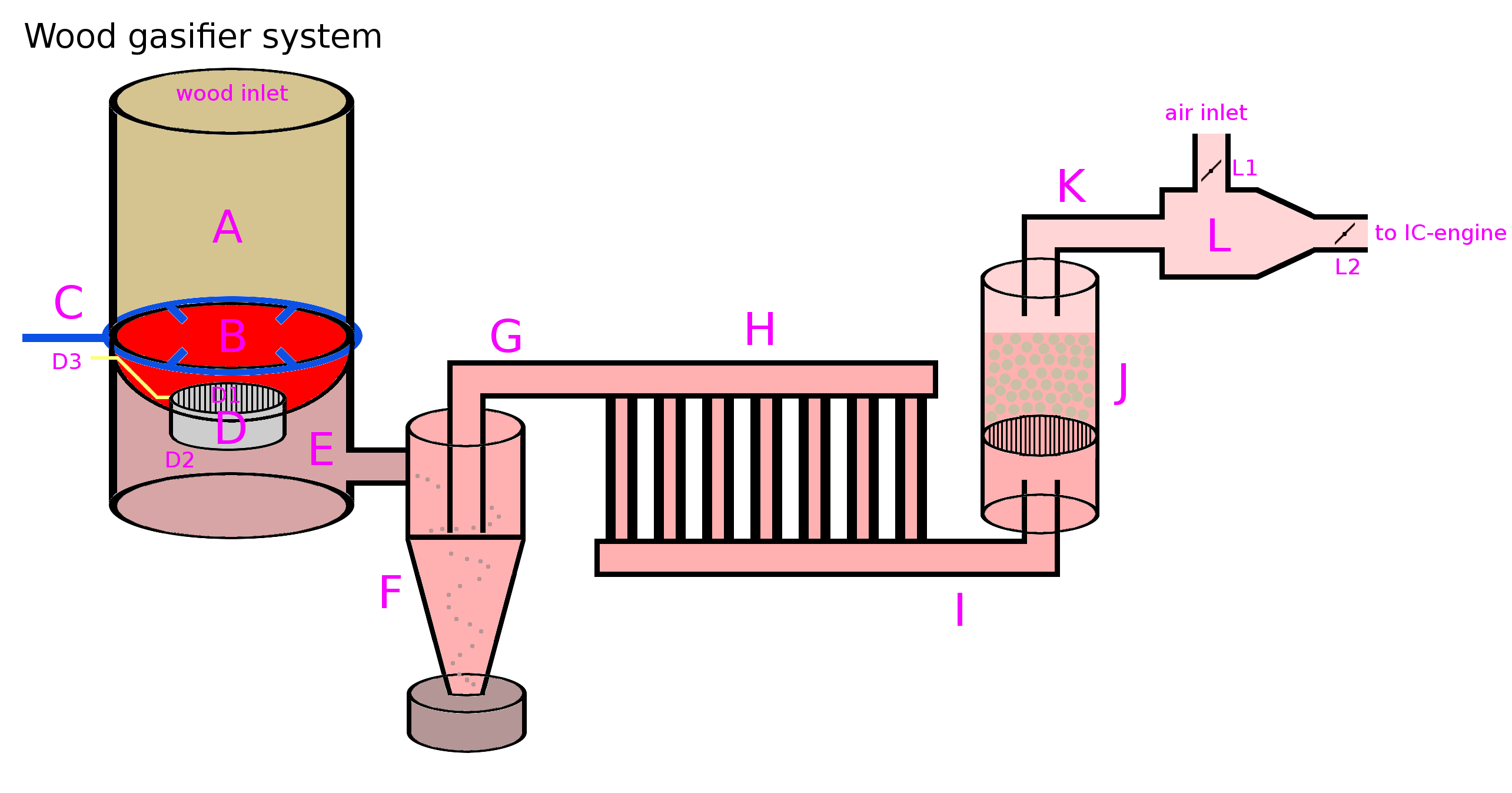
Schemat przedstawiający generator gazu

Wartość opałowa gazu drzewnego produkowanego przy zastosowaniu powietrza jako czynnika zgazowującego jest rzędu 6–8 MJ/m3n i jest kilka razy mniejsza niż dla gazu ziemnego.
Ze względu na niską wartość opałową w przeliczeniu na jednostkę objętości, nie jest uzasadnione jego przechowywanie w stanie sprężonym. Z tego względu gaz drzewny produkowany jest w ilościach w danym momencie potrzebnych, na bieżąco. Samochody na gaz generatorowy wyposażane były w duże gazogeneratory, montowane do pojazdu lub wożone na przyczepie.
Jego użycie w pojazdach było bardzo kłopotliwe. Wynikało to z konieczności odsmalania (usuwania smoły), poza tym w pojazdach silnik powinien dysponować elastycznością w zakresie dysponowanej mocy i obrotów, a generator mający pewną bezwładność w swoim cyklu pracy produkował gazu bądź za mało, bądź za dużo. Do tego dochodził problem rozpalania, a w momencie zatrzymania silnika należało produkowany gaz bądź spalić poza silnikiem, bądź wypuścić do atmosfery. Dodatkowo – prosta instalacja do zasilania gazem drzewnym jest możliwa do zastosowania jedynie w czterosuwowych silnikach gaźnikowych – a te w XXI wieku praktycznie nie są już produkowane. 
Stąd w pojazdach gaz drzewny jako paliwo ma obecnie znaczenie niemal wyłącznie historyczne.